# Oxalis magellanica
Oxalis magellanica är en harsyreväxtart som beskrevs av Forst.. Oxalis magellanica ingår i släktet oxalisar, och familjen harsyreväxter. Inga underarter finns listade i Catalogue of Life.